# Diritti LGBT nelle Figi

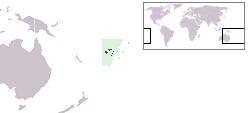

Le persone LGBT all'interno del paese sono tutelate ma le coppie formate da persone dello stesso sesso non dispongono di alcun riconoscimento legale.

## Leggi relative all'omosessualità
Dal 1º febbraio 2010 i rapporti omosessuali maschili e femminili privati, tra adulti, consensuali e senza fine lucrativo sono diventati legali ai sensi del decreto sui reati del 2010.

## Riconoscimento delle relazioni tra persone dello stesso sesso
Le leggi della famiglia nelle Figi non prevedono il riconoscimento legale del matrimonio omosessuale o delle unioni civili. Dal 2002, la legge vieta espressamente il matrimonio tra persone dello stesso sesso.

## Protezioni contro la discriminazione
La discriminazione in materia di occupazione basata sull'orientamento sessuale è vietata alle Figi ai sensi del Employment Relations Promulgation 2007.
Nel 1997, la Costituzione includeva una disposizione che proibiva specificamente la discriminazione governativa sulla base dell'orientamento sessuale. Nel 2009, la Costituzione delle Figi è stata formalmente abolita dal Presidente.
La Costituzione che è stata promulgata nel settembre 2013 e include una disposizione che vieta le discriminazioni basate sull'orientamento sessuale e sull'identità o espressione di genere. L'articolo 26 della Costituzione recita quanto segue:
Una persona non deve essere discriminata ingiustamente, direttamente o indirettamente sulla base delle proprie:
(a) caratteristiche o circostanze personali effettive o presunte, tra cui: razza, cultura, origine etnica o sociale, colore, luogo di origine, sesso, genere, orientamento sessuale, identità ed espressione di genere, nascita, lingua principale, stato economico o sociale o sanitario, disabilità, età, religione, coscienza, stato civile o gravidanza; o
(b) opinioni o convinzioni, salvo nella misura in cui tali opinioni o convinzioni implicano un danno per gli altri o la diminuzione dei diritti o delle libertà altrui, o su qualsiasi altro terreno proibito da questa Costituzione.

## Donazione di sangue
Nel paese le persone omosessuali non possono donare il sangue.

## Condizioni sociali
I costumi sociali locali riguardanti l'orientamento sessuale e l'identità di genere tendono ad essere conservatori, con scarso sostegno pubblico ai diritti LGBT.
Anche se non è illegale, i visitatori sono avvisati che le dimostrazioni pubbliche di affetto tra persone dello stesso sesso sono generalmente considerate offensive dalla popolazione locale.

## Tabella riassuntiva
| Legalità dell'attività omosessuale                                  | (dal 2010) |
| Parità di età del consenso                                          | (dal 2010) |
| Leggi anti-discriminazione nel mondo del lavoro                     | (dal 2007) |
| Leggi anti-discriminazione nella fornitura di beni e servizi        | (dal 2013) |
| Leggi anti-discriminazione contro espressioni di odio e di violenza | (dal 2013) |
| Matrimonio tra persone dello stesso sesso                           | No         |
| Riconoscimento delle coppie dello stesso sesso                      | No         |
| Adozione da parte di coppie dello stesso sesso                      | No         |
| Adozione congiunta                                                  | No         |
| Permesso di servire apertamente come gay nelle forze armate         |            |
| Diritto legale di cambiare genere sessuale                          |            |
| L'accesso alla fecondazione in vitro per le lesbiche                | No         |
| Maternità surrogata commerciale per le coppie maschili gay          | No         |
| Permesso di donare il sangue                                        | No         |